# Saeima

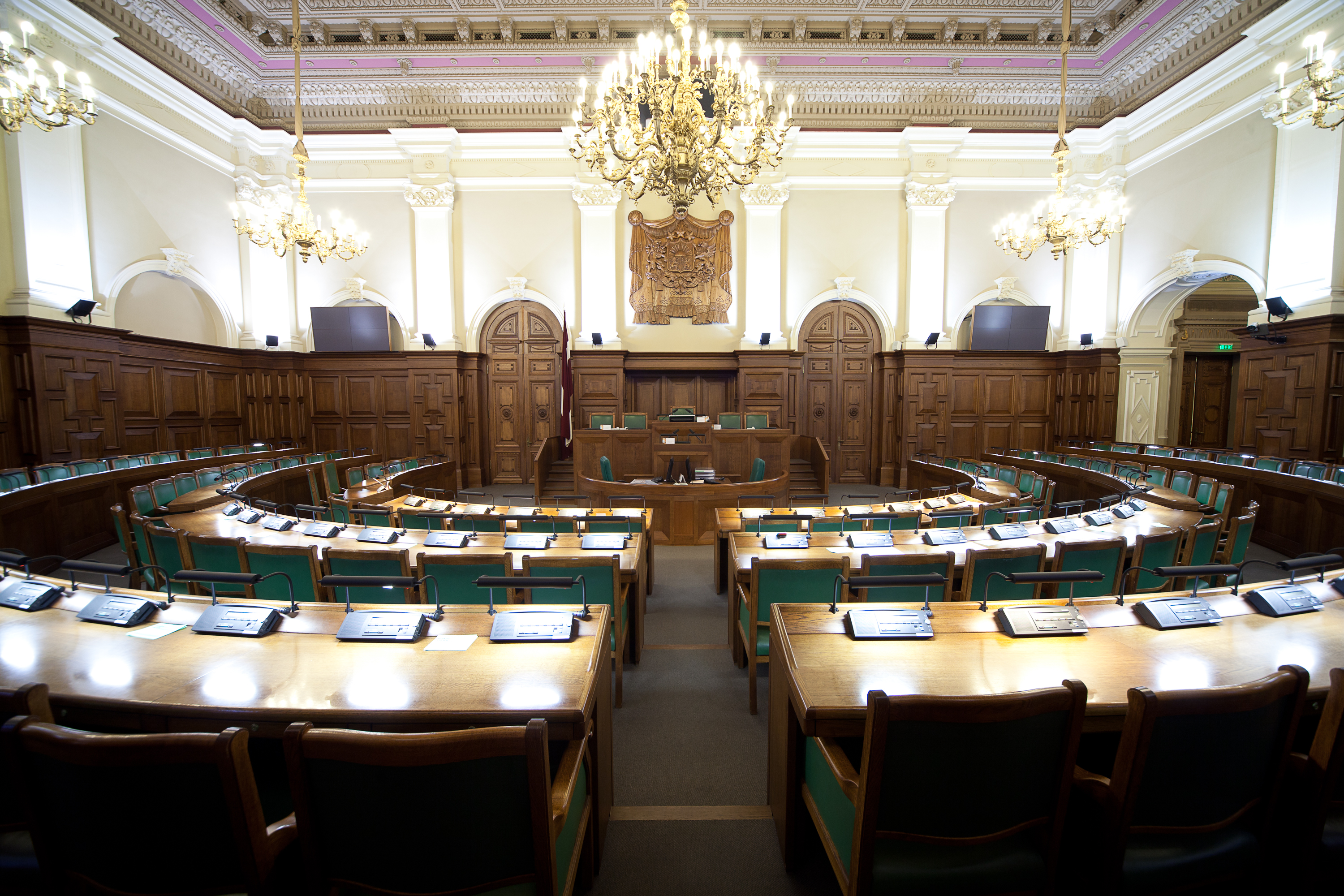
De plenaire zaal van de Saeima

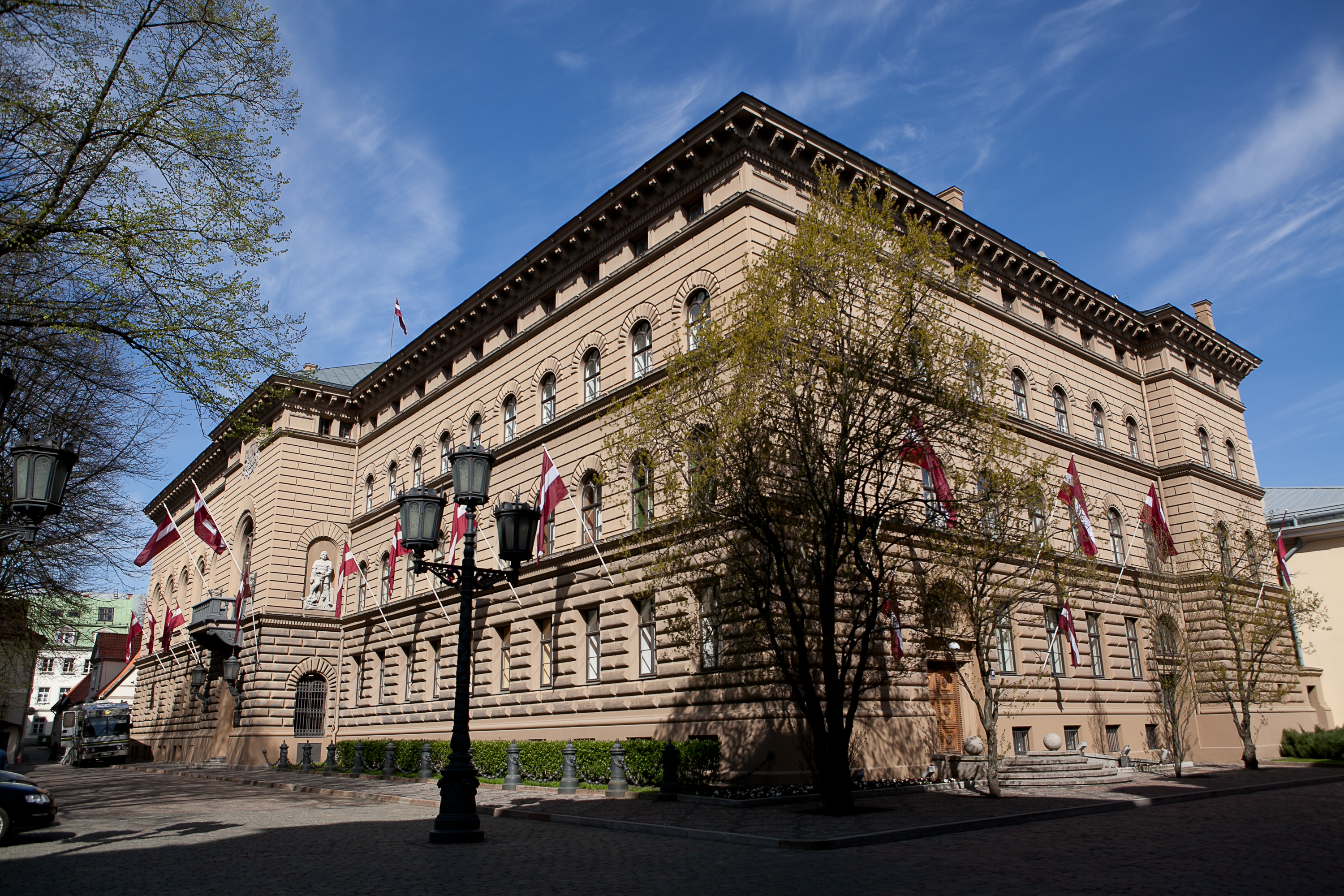
Gebouw van de Saeima, het Huis van de Lijflandse Ridderschap

De Saeima is het parlement van Letland. Dit eenkamerparlement telt 100 leden. Deze leden worden namens de vijf culturele en historische landstreken van het land gekozen. Deze landstreken zijn: Koerland (12), Letgallen (14), Riga (35), Vidzeme (25) en Semgallen (14). Een partij krijgt echter pas zetels als deze minstens 5% van de stemmen heeft gehaald.
Parlementsverkiezingen worden eens in de vier jaar gehouden. De president heeft overigens het recht om het parlement eerder te ontbinden en nieuwe verkiezingen uit te schrijven.

## Stem- en vergaderverbod
In november 2021 werd 9 leden van het Saeima het stemrecht ontnomen, omdat zij zich niet hadden laten vaccineren tegen het COVID-19 virus. In februari 2022 werd nog enkele parlementariërs het stemrecht ontnomen omdat zij zich openlijk voor Rusland uitspraken tijdens de Russische invasie van Oekraïne. Zij kregen tevens een vergaderverbod opgelegd.

## Parlementsvoorzitters
Sinds de onafhankelijkheid van Letland hebben de volgende personen als voorzitter van de Saeima gediend:
| Termijn    | Naam                | Partij                                                |
| ---------- | ------------------- | ----------------------------------------------------- |
| 1990–1995  | Anatolijs Gorbunovs | Latvijas Tautas fronte (tot 1993) Letse Weg (na 1993) |
| 1995–1996  | Ilga Kreituse       | Democratische Partij "Saimnieks"                      |
| 1996–1998  | Alfrēds Čepānis     | Democratische Partij "Saimnieks"                      |
| 1998–2002  | Jānis Straume       | Voor Vaderland en Vrijheid/LNNK                       |
| 2002–2006  | Ingrīda Ūdre        | Verbond van Groenen en Boeren                         |
| 2006–2007  | Indulis Emsis       | Latvijas Zaļā partija                                 |
| 2007–2010  | Gundars Daudze      | Latvijai un Ventspilij                                |
| 2010–2014  | Solvita Āboltiņa    | Nieuw Tijdperk Partij                                 |
| 2014–2022  | Ināra Mūrniece      | Nationale Alliantie                                   |
| 2022–2023  | Edvards Smiltēns    | Lets Verbond van de Regio's                           |
| sinds 2023 | Daiga Mieriņa       | Verbond van Groenen en Boeren                         |

## Zetelverdeling
De zetelverdeling in de Saeima werd bij de verkiezingen van 1 oktober 2022 als volgt bepaald:
| Politieke partij                    | Ideologie                | Lijsttrekker in 2022            | Fractievoorzitter        | Stemmen | Zetels | Verschil t.o.v. 2018 |
| ----------------------------------- | ------------------------ | ------------------------------- | ------------------------ | ------- | ------ | -------------------- |
| Eenheid (V)                         | Liberaal-conservatisme   | Arturs Krišjānis Kariņš         | Ainars Latkovskis        | 173.425 | 26     | 18                   |
| Verbond van Groenen en Boeren (ZZS) | Agrarisme                | Aivars Lembergs                 | Viktors Valainis         | 113.676 | 16     | 5                    |
| Verenigde Lijst (AS)                | Regionalisme             | Uldis Pīlēns                    | Edgars Tavars            | 100.631 | 15     | Nieuw                |
| Nationale Alliantie (NA)            | Nationaal-conservatisme  | Uģis Mitrevics                  | Raivis Dzintars          | 84.939  | 13     | 0                    |
| Voor Stabiliteit! (S!)              | Populisme                | Aleksejs Rosļikovs              | Aleksejs Rosļikovs       | 62.168  | 11     | Nieuw                |
| Progressieven (PRO)                 | Sociaaldemocratie        | Kaspars Briškens                | Kaspars Briškens         | 56.327  | 10     | 10                   |
| Letland Eerst (LPV)                 | Populisme                | Ainārs Šlesers                  | Ainārs Šlesers           | 57.033  | 9      | Nieuw                |
| Ontwikkeling/Voor! (AP!)            | Liberalisme              | Artis Pabriks / Marija Golubeva | –                        | 45.452  | 0      | 13                   |
| Harmonie (S)                        | Sociaaldemocratie        | Ivars Zariņš                    | –                        | 43.943  | 0      | 23                   |
| Conservatieven (K)                  | Liberaal-conservatisme   | Jānis Bordāns                   | –                        | 28.270  | 0      | 16                   |
| Unie voor Letland (AL)              | Populisme                | Māris Možvillo                  | –                        | 2.985   | 0      | 16                   |
| Totaal (Opkomst: 59,41%)            | Totaal (Opkomst: 59,41%) | Totaal (Opkomst: 59,41%)        | Totaal (Opkomst: 59,41%) | 903.639 | 100    |                      |

Abchazië: Parlement · 
Albanië: Kuvendi · 
Andorra: Consell General de les Valls · 
Armenië: Azgayin Zhoghov · 
Azerbeidzjan: Milli Məclis · 
België: Federaal Parlement (Senaat en Kamer) · 
Bosnië en Herzegovina: Parlementarna Skupština · 
Bulgarije: Narodno Sobranie · 
Cyprus: Vouli ton Antiprosópon · 
Denemarken: Folketing · 
Duitsland: Bundestag (en Bundesrat) · 
Estland: Riigikogu · 
Finland: Eduskunta · 
Frankrijk: Parlement (Assemblée nationale en Sénat) · 
Georgië: Parlement · 
Griekenland: Vouli · 
Hongarije: Országgyűlés · 
Ierland: Oireachtas (Dáil en Seanad) · 
IJsland: Alþingi · 
Italië: Parlement (Kamer en Senaat) · 
Kazachstan: Parlamenti (Majilis en Senaat) · 
Kosovo: Assemblee · 
Kroatië: Sabor · 
Letland: Saeima · 
Liechtenstein: Landtag · 
Litouwen: Seimas · 
Luxemburg: Chambre · 
Macedonië: Sobranie · 
Malta: Il-Kamra · 
Moldavië: Parlamentul · 
Monaco: Conseil National · 
Montenegro: Skupština · 
Nagorno-Karabach: Azgayin Zhoghov · 
Nederland: Staten-Generaal (Eerste Kamer en Tweede Kamer) · 
Noord-Cyprus: Cumhuriyet Meclisi · 
Noorwegen: Storting · 
Oekraïne: Verchovna Rada · 
Oostenrijk: Nationalrat · 
Polen: Sejm (en Senat) · 
Portugal: Assembleia da Republica · 
Roemenië: Camera Deputaţilor · 
Rusland: Federatieve vergadering (Staatsdoema en Federatieraad) · 
San Marino: Consiglio Grande e Generale · 
Servië: Narodna skupština · 
Slowakije: Národná Rada · 
Slovenië: Državni Zbor en Državni Svet · 
Spanje: Cortes Generales (Senado en Congreso de los Diputados) · 
Transnistrië: Opperste Sovjet · 
Tsjechië: Parlament (Senaat en Kamer van Afgevaardigden) · 
Turkije: Meclis · 
Verenigd Koninkrijk: Parliament (House of Commons en House of Lords) · 
Wit-Rusland: Nationale Vergadering (Huis van Afgevaardigden en Raad van de Republiek) · 
Zuid-Ossetië: Parlement · 
Zweden: Riksdag · 
Zwitserland: Bondsvergadering (Nationale Raad en Kantonsraad)
Cursief: wijst op een niet of slechts deels erkende staat